# Grand Prix Brazílie 1976
Grand Prix Brazílie 1976 (oficiálně V Grande Premio do Brasil) se jela na okruhu Autódromo José Carlos Pace v Sao Paulo v Brazílii dne 25. ledna 1976. Závod byl prvním v pořadí v sezóně 1976 šampionátu Formule 1.

## Závod
| Poř.   | No. | Jezdec             | Konstruktér        | Počet kol | Čas/Odstoupení    | Pořadí na startu | Body |
| ------ | --- | ------------------ | ------------------ | --------- | ----------------- | ---------------- | ---- |
| 1      | 1   | Niki Lauda         | Ferrari            | 40        | 1:45:16.78        | 2                | 9    |
| 2      | 4   | Patrick Depailler  | Tyrrell-Ford       | 40        | + 21.47           | 9                | 6    |
| 3      | 16  | Tom Pryce          | Shadow-Ford        | 40        | + 23.84           | 12               | 4    |
| 4      | 34  | Hans-Joachim Stuck | March-Ford         | 40        | + 1:28.17         | 14               | 3    |
| 5      | 3   | Jody Scheckter     | Tyrrell-Ford       | 40        | + 1:56.46         | 13               | 2    |
| 6      | 12  | Jochen Mass        | McLaren-Ford       | 40        | + 1:58.27         | 6                | 1    |
| 7      | 2   | Clay Regazzoni     | Ferrari            | 40        | + 2:15.24         | 4                |      |
| 8      | 20  | Jacky Ickx         | Wolf-Williams-Ford | 39        | + 1 kolo          | 19               |      |
| 9      | 21  | Renzo Zorzi        | Wolf-Williams-Ford | 39        | + 1 kolo          | 17               |      |
| 10     | 8   | Carlos Pace        | Brabham-Alfa Romeo | 39        | + 1 kolo          | 10               |      |
| 11     | 31  | Ingo Hoffmann      | Fittipaldi-Ford    | 39        | + 1 kolo          | 20               |      |
| 12     | 7   | Carlos Reutemann   | Brabham-Alfa Romeo | 37        | Nedostatek paliva | 15               |      |
| 13     | 30  | Emerson Fittipaldi | Fittipaldi-Ford    | 37        | + 3 kola          | 5                |      |
| 14     | 10  | Lella Lombardi     | March-Ford         | 36        | + 4 kola          | 22               |      |
| Ret    | 17  | Jean-Pierre Jarier | Shadow-Ford        | 33        | Nehoda            | 3                |      |
| Ret    | 11  | James Hunt         | McLaren-Ford       | 32        | Nehoda            | 1                |      |
| Ret    | 9   | Vittorio Brambilla | March-Ford         | 15        | Únik oleje        | 7                |      |
| Ret    | 26  | Jacques Laffite    | Ligier-Matra       | 14        | Převodovka        | 11               |      |
| Ret    | 5   | Ronnie Peterson    | Lotus-Ford         | 10        | Nehoda            | 18               |      |
| Ret    | 6   | Mario Andretti     | Lotus-Ford         | 6         | Nehoda            | 16               |      |
| Ret    | 28  | John Watson        | Penske-Ford        | 2         | Palivový systém   | 8                |      |
| Ret    | 14  | Ian Ashley         | BRM                | 2         | Palivová pumpa    | 21               |      |
| Zdroj: |     |                    |                    |           |                   |                  |      |

## Průběžné pořadí po závodě
Pohár jezdců
| Pořadí | Jezdec             | Body |
| ------ | ------------------ | ---- |
| 1      | Niki Lauda         | 9    |
| 2      | Patrick Depailler  | 6    |
| 3      | Tom Pryce          | 4    |
| 4      | Hans-Joachim Stuck | 3    |
| 5      | Jody Scheckter     | 2    |
| Zdroj: |                    |      |

Pohár konstruktérů
| Pořadí | Konstruktér  | Body |
| ------ | ------------ | ---- |
| 1      | Ferrari      | 9    |
| 2      | Tyrrell-Ford | 6    |
| 3      | Shadow-Ford  | 4    |
| 4      | March-Ford   | 3    |
| 5      | McLaren-Ford | 1    |
| Zdroj: |              |      |